# Eumerus quadratimaculatus
Eumerus quadratimaculatus är en tvåvingeart som beskrevs av Keiser 1952. Eumerus quadratimaculatus ingår i släktet månblomflugor, och familjen blomflugor. Inga underarter finns listade i Catalogue of Life.